# 聯邦警察 (德國)
联邦警察（德語：Bundespolizei，简称：BPOL）是德国的主要联邦执法机构，隶属于聯邦內政及國土部。联邦警察主要负责边境保护、铁路安全和航空安全。此外，该机构负责保护联邦宪法机构等。地方治安则由各州的执法机构负责，即州警察（德語：Landespolizei）。除了联邦警察外，联邦刑事警察局和德国议会警察也是联邦级别的执法机构。
联邦警察在2005年之前被称为聯邦邊境保護局（缩写：BGS），其成立于1951年。联邦边境保护局在1990年合并了东德运输警察，并在1992年合并了西德铁路警察。在1994年之前，由于其历史背景和在西德的边境巡逻任务，联邦边境保护局成员还具有战斗员身份。2005年7月，将其改名为联邦警察的法律正式生效。

## 任務
- 对跨境交通进行检查，包括检查过境文件、许可，执行边境搜查
- 负责沿德国700公里（430英里）的海岸警卫
- 保护联邦政府设施及外國駐德使館（英语：List of diplomatic missions in Germany）
- 保护德国聯邦憲法法院及德國聯邦最高法院
- 针对恐怖主义、暴乱等内部安全事件提供快速反应部队
- 负责国际机场和德国铁路系统的运输安全
- 提供空中警察
- 提供反恐单位（GSG 9）
- 支援聯合國及歐盟在科索沃、蘇丹、賴比瑞亞及阿富汗等地的国际警务
- 负责部分德國駐外使館的内部安保
- 提供救援直升机服务

## 外部連結
- （德文）德國聯邦警察 （页面存档备份，存于）
- Historic Uniforms of the BGS, first camouflage （页面存档备份，存于）, second camouflage （页面存档备份，存于） und third camouflage （页面存档备份，存于） pattern
- Information brochure about the Bundespolizei (in German and English) last updated August 2005
- (in German) - You can see the old Bundesgrenzschutz in historic pictures and films and you can listen songs of the Bundesgrenzschutz （页面存档备份，存于）